# Pachycondyla crenata
Pachycondyla crenata is een mierensoort uit de onderfamilie van de Ponerinae. De wetenschappelijke naam van de soort is voor het eerst geldig gepubliceerd in 1861 door Roger.